# 布魯克維爾鎮區 (明尼蘇達州雷德伍德縣)
布魯克維爾鎮區（英語：Brookville Township）是位於美國明尼蘇達州雷德伍德縣的一個行政鎮區，於1873年設立。

## 地方資料
布魯克維爾鎮區的面積為92.72平方千米，當中陸地面積為92.71平方千米，而水域面積為0.01平方千米。根據2020年美國人口普查的數據，當地共有人口210人，而人口密度為每平方千米2.26人。